# دنيس دان
دنيس دان (بالإنجليزية: Dennis Dun)‏ مواليد 19 أبريل 1952 في ستوكتون، الولايات المتحدة، هو ممثل أمريكي.

## الأعمال
- الجميلة والوحش
- غريس أندر فاير
- المربية
- المسحورات
- جاغ
- عرض بيرني ماك
- أولاد كبار
- الإمبراطور الأخير

## روابط خارجية
- دنيس دان على موقع IMDb (الإنجليزية)
- دنيس دان على موقع ألو سيني (الفرنسية)
- دنيس دان على موقع أول موفي (الإنجليزية)
- دنيس دان على موقع قاعدة بيانات الأفلام السويدية (السويدية)
- دنيس دان على موقع قاعدة بيانات الفيلم (الإنجليزية)
- دنيس دان على موقع كينوبويسك (الروسية)